# Mac OS X v10.1
O Mac OS X 10.1 "Puma" foi a segunda versão do sistema operacional Mac OS X, para computadores desktop e servidor da Apple Inc. Ele substituiu o Mac OS X 10.0 e antecedeu o Mac OS X 10.2 "Panther". A versão 10.1 foi lançada em 25 de setembro, 2001 como uma macro atualização gratuita da versão 10.0. A partir da versão 10.1.2, a Apple Inc. fez do Mac OS X o sistema operacional padrão dos novos Macs.
O sistema operacional foi distribuído sem custos por empregados da Apple Inc. depois do pronunciamento de Steve Jobs em uma conferência em São Francisco. Logo após, foi distribuído para os usuários do Macintosh em 25 de outubro, 2001 nas lojas da Apple Inc. e outros distribuidores de produtos Apple Inc. O sistema operacional foi melhor recebido do que o Mac OS X versão 10.0, embora os críticos reclamassem do excesso de defeitos e da falta de alguns recursos no novo sistema operacional.

## Requisito do Sistema

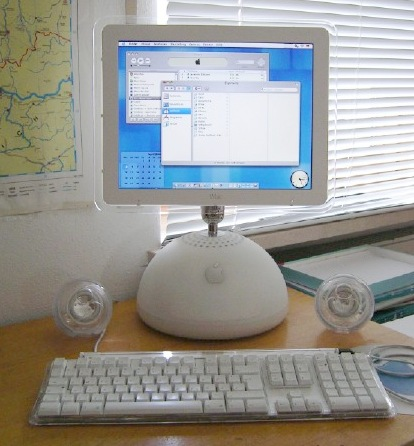
iMac

- Computadores Compatíveis: Power Mac G3, G4, G4 Cube, iMac G3, DV, PowerBook, or iBook.

## Mac OS X v10.1 como o Sistema Operacional principal
Críticos reclamavam que Mac OS X ainda não estava pronto para ser lançado, e como tal não poderia ser usado como um sistema operacional principal pelas condições atuais. Eles acreditavam que o uso da Apple Inc. Mac OS 9 como sistema operacional nos novos computadores ilustrava uma política da Apple Inc.. A Apple Inc. passou a usar Mac OS X como padrão apenas nas versões 10.1.2. Mais com constantes atualizações na epoca ele ficou conhecido como uns doss melhores e mais bonitos sistemas operacionais 
| Mac OS X Versão | build | Data de Lançamento    | Informações                                           |
| --------------- | ----- | --------------------- | ----------------------------------------------------- |
| 10.1            | 5G64  | 25 de setembro, 2001  | Lançamento                                            |
| 10.1.1          | 5M28  | 13 de novembro, 2001  | Apple: Mac OS X Update 10.1.1: Informações e Download |
| 10.1.2          | 5P48  | 20 de dezembro, 2001  | Apple: Mac OS X Update 10.1.2: Informações e Download |
| 10.1.3          | 5Q45  | 19 de fevereiro, 2002 | Apple: Mac OS X Update 10.1.3: Informações e Download |
| 10.1.4          | 5Q125 | 17 de abril, 2002     | Apple: Mac OS X Update 10.1.4: Informações e Download |
| 10.1.5          | 5S60  | 6 de junho, 2002      | Apple: Mac OS X Update 10.1.5: Informações e Download |